# Villares del Saz
Villares del Saz község Spanyolországban, Cuenca tartományban.  Lakosainak száma 495 fő (2024).

## Népesség
A település népessége az utóbbi években az alábbiak szerint változott:
| Lakosok száma | 694  | 639  | 630  | 635  | 626  | 574  | 503  | 443  | 447  | 495  |
|               | 2001 | 2004 | 2006 | 2009 | 2011 | 2014 | 2016 | 2019 | 2021 | 2024 |